# Vládce Paříže
Vládce Paříže (v originále L'Empereur de Paris) je francouzský historický film z roku 2018, který režíroval Jean-François Richet. Film zachycuje osudy zločince a posléze kriminalisty Vidocqa v Paříži v období Prvního císařství. Snímek měl světovou premiéru na filmovém festivalu v Arrasu dne 3. listopadu 2018.

## Děj
V roce 1805 je legendární zločinec Eugène-François Vidocq opět uvězněn. Po dalším útěku na léta mizí, až se znovu objeví jako obchodník s látkami. Brzy ho dožene jeho minulost a dva násilníci ho obviní ze zločinu, který ale nespáchal, a zatkne ho policie. Tím  začíná dlouhý zápasu o jeho rehabilitaci, během kterého dává své znalosti kriminálního prostředí do služeb „bezpečnostní brigády", malé skupiny vyděděnců, jejichž úlohou je infiltrovat organizovaný zločin. Pro své výjimečné výsledky přitahuje hněv klasických policistů i podsvětí, které na jeho hlavu vypsalo odměnu.

## Obsazení
| Vincent Cassel       | Eugène-François Vidocq    |
| Patrick Chesnais     | pan Henry                 |
| August Diehl         | Nathanaël de Wenger       |
| Olga Kurylenko       | baronka Roxane de Giverny |
| Denis Lavant         | Maillard                  |
| Freya Mavor          | Annette                   |
| Denis Ménochet       | Dubillard                 |
| Jérôme Pouly         | Courtaux                  |
| James Thierrée       | vévoda de Neufchâteau     |
| Fabrice Luchini      | Joseph Fouché             |
| Antoine Basler       | Perrin                    |
| Nemo Schiffman       | Charles                   |
| Thierry Nenez        | starý muž                 |
| Vincent Schmitt      | zaměstnanec v márnici     |
| Maxime Lefrançois    | Farge                     |
| Frédéric Fix         | Pélissier                 |
| Hervé Masquelier     | Favre                     |
| Fayçal Safi          | Mehmet                    |
| Mark Schneider       | císař Napoleon            |
| Jean-François Richet | maršál Michel Ney         |

## Ocenění
- César: nominace v kategoriích nejlepší kostýmy (Pierre-Yves Gayraud) a nejlepší výprava (Émile Ghigo)